# Andronic (poeta)
Andronic (grec antic: Ἀνδρονίκος, llatí: Andronicus) va ser un poeta grec contemporani de l'emperador Constanci II al segle iv.
La seva poesia era molt popular a Egipte on vivia. Hom l'ha identificat amb un Andronic esmentat per Foci com a autor de drames i poemes, que era curial a Hermòpolis. Temisti parla d'un Andronic egipci autor de tragèdies, poemes èpics i ditirambes, que segurament és la mateixa persona. Cap a l'any 359 va ser acusat de pràctiques paganes junt amb altres persones, però l'enviat de l'emperador, Pau, el va considerar innocent.